# Răucești (gmina)
Răucești – gmina w Rumunii, w okręgu Neamț. Obejmuje miejscowości Oglinzi, Răucești, Săvești i Ungheni. W 2011 roku liczyła 7781 mieszkańców.